# ニュージーランドバト
ニュージーランドバト Hemiphaga novaeseelandiae はハトの一種。ニュージーランドの固有種である。マオリ語ではkererū と呼ばれるが、ノースランド地方ではkūkupa ・kūkū などの名称でも呼ばれる。英名にはwood pigeonなどがあるが、同じくwood pigeonの名で呼ばれるモリバト（北半球に分布）とは無関係である。
東南アジア・アフリカ・ニュージーランドに広く分布するアオバト亜科に属する。この亜科は果実、特に液果を主食とすることが特徴である。ニュージーランドバト属 Hemiphaga はニュージーランド周辺とノーフォーク島に固有であるが、ラウル島からも本属に属する14世紀頃の骨が出土している。

## 形態

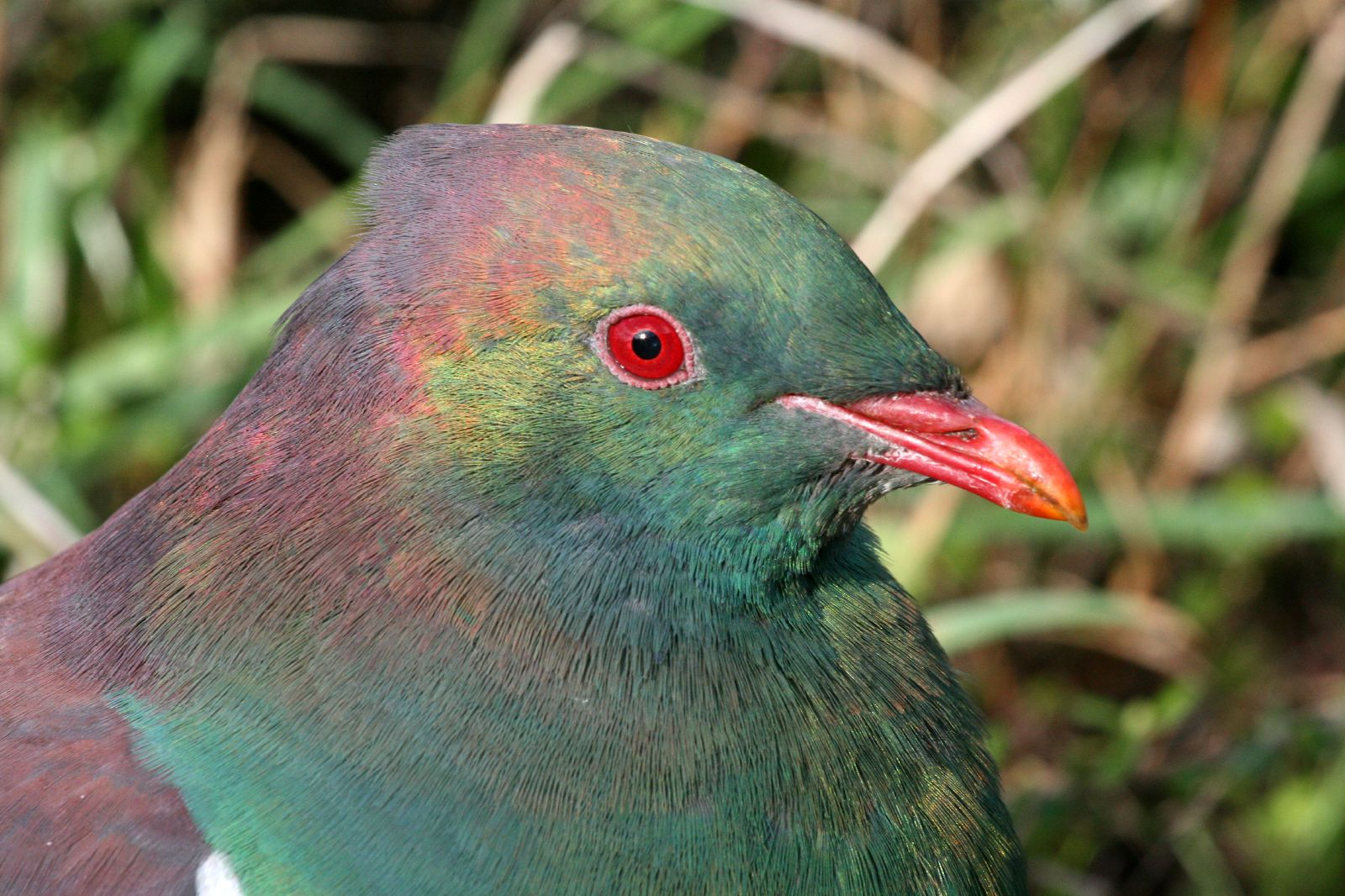
カピティ島の個体。頭部の羽毛は虹色である。

51cm・650gと大型の鳥だが、チャタム諸島の個体（後に別種とされた）はさらに大きく、55cm・800gに達する。頭部から胸部、翼は紫の光沢のある緑色。胸の下側は白い。嘴と脚は赤。

## 分類
一般的には、基亜種を含め3亜種を認める。その内H. n. spadicea (w:Norfolk pigeon) は現在では絶滅しているが、羽の色や形態的特徴が異なっていた。
もう一つの亜種H. n. chathamensis はチャタム諸島に生息する亜種であるが、2001年にHemiphaga chathamensis として分離された。

## 生態
ノースランド地方からスチュアート島まで広い範囲分布域を持ち、沿岸から山地まで様々な森林で見られた。

### 摂餌

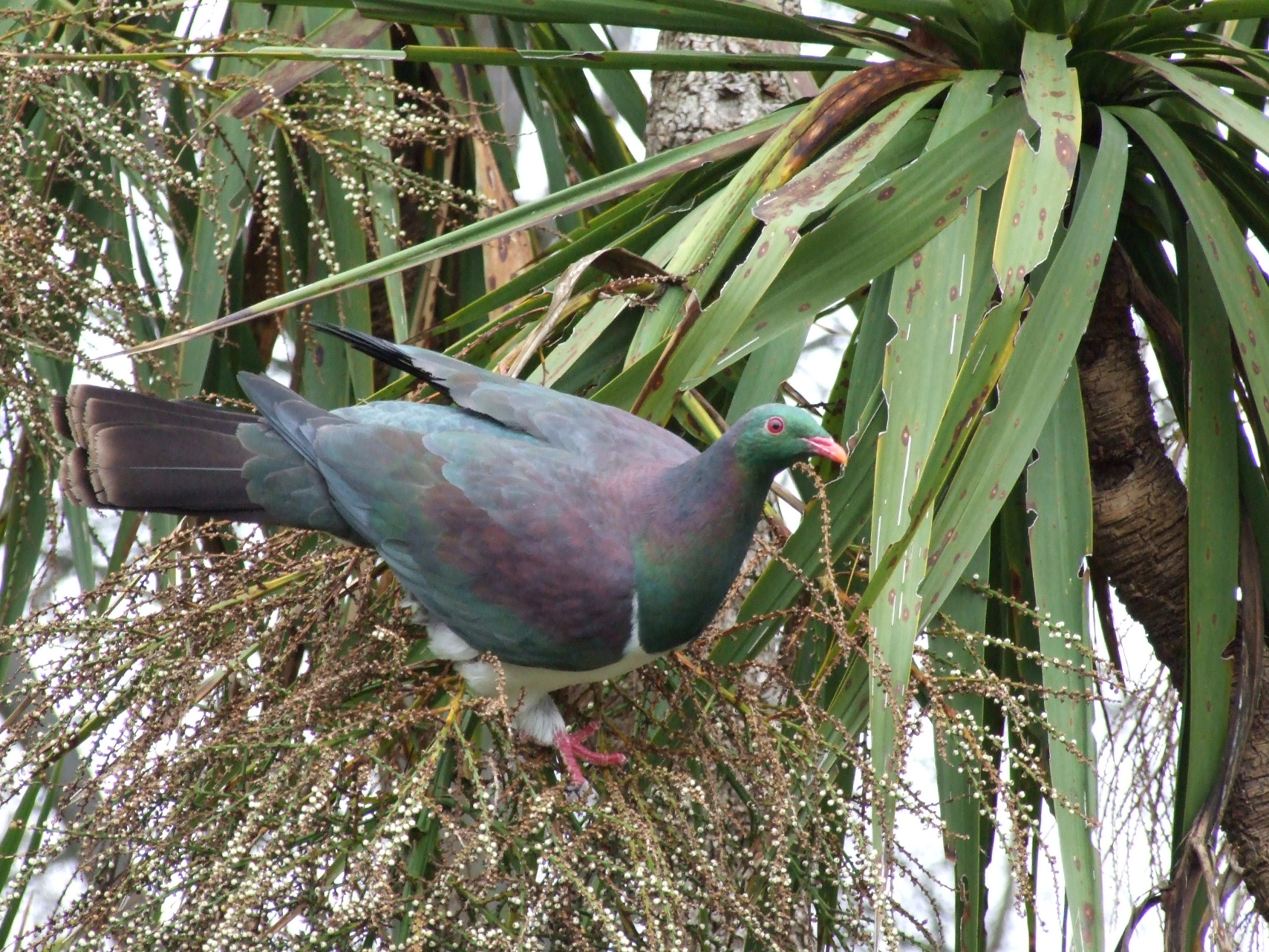
ニオイシュロランの主要な種子散布者であった。

一般的には果食性である。ニュージーランドの鳥としては、直径1cmを超える大きな果実を丸ごと消費できる唯一の種である。タライレのような在来植物の種子の拡散に関わるため、生態系の中でも重要な地位にある。
果実があまり利用できない時季には葉も食べる。本種が最も好む葉は、移入種であるスモモ亜属の葉である。

### 繁殖
繁殖は果実に依存しているが、季節や地域、果実の作況によってその利用可能量は変化する。特に北島北部では、他のアオバト類と同様、クスノキ科・ヤシ科のような熱帯由来の果実を利用するが、ゴンドワナ大陸の遺存種であるマキ科のミロ Prumnopitys ferruginea やカヒカテア Dacrycarpus dacrydioides などの果実も利用する。北島の北部は温暖であり十分な果実が利用できるため、換羽の時期にあたる3-5月を除いては周年繁殖する。
樹上に、数本の小枝を束ねた簡易な巣を作り、1個の卵を産む。卵は28–29日で孵化し、雛はその後30-45日で巣立つ。

## 保護

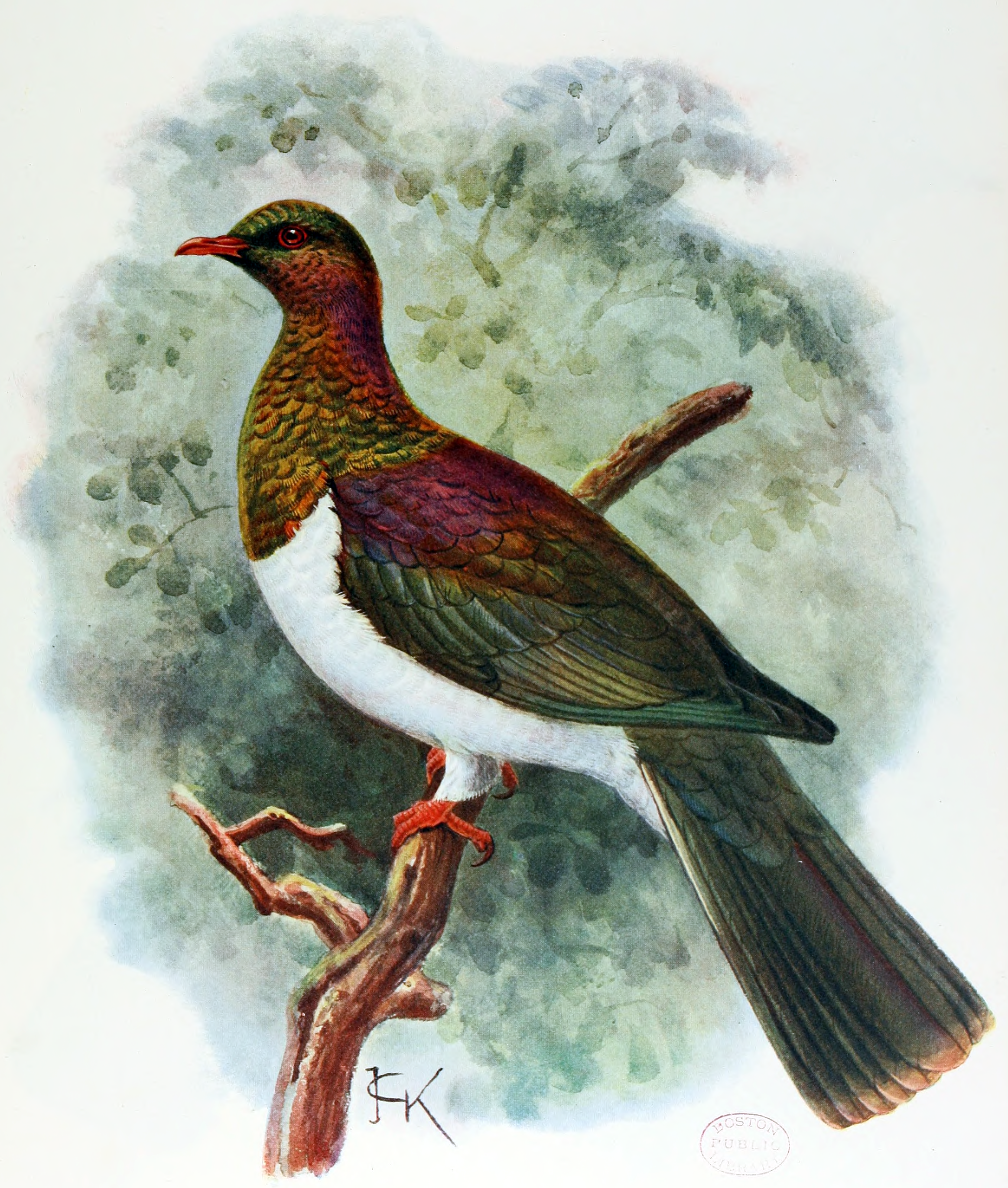
絶滅したspadicea 亜種

餌を巡る競争のあるフクロギツネやクマネズミのほか、オコジョやネコなどの外来種による被害を受けている。
個体数は狩猟・生息地破壊・繁殖率の低下により減少している。1860年代頃まで本種の個体数は非常に多く、結実した樹木に大きな群れで集まり、餌を食べていた。狩猟規制は1864年から導入され、1921年には完全に保護されることが決定されたが、狩猟規制は完全でない部分がある。マオリの中には、伝統的な権利として本種の狩猟権を主張するグループもある。